# Cherif Kheddam
Cherif Kheddam,(en kabyle: Crif Xeddam, en tifinagh: ⵛⵔⵉⴼ ⵅⴻⴷⴷⴰⵎ), né le 1ᵉʳ janvier 1927 au village des Aït Bou Messaoud (Ain-El-Hammam)  en Algérie et mort le 23 janvier 2012 à Paris 16e,, est un chanteur, compositeur et poète Kabyle.

## Biographie
Cherif Kheddam est né en 1927 à Aïn El Hammam en Kabylie, dans une famille de paysans. À l'âge de 9 ans, il suit une formation coranique à la zaouïa de Boudjellil, dans la région de Tazmalt. En 1942, il part à Alger pour travailler dans une fonderie à Oued Smar. Cinq ans plus tard il s’installe en France et s'établit à Saint-Denis puis à Épinay. Au début, il travaille dans une fonderie puis dans une entreprise de peinture.
Lorsqu'il s'intéresse à la musique, il suit des cours du soir de solfège et de chant, après son travail. Le début de sa carrière est marqué par la sortie de ses premières chansons Yellis n'tumert. En 1956, il signe un contrat avec Pathé Marconi. En 1963, il rentre en Algérie et il anime une émission pour les jeunes talents intitulée Ighennayen Uzekka,(les chanteurs de demain) à la radio kabyle Chaine II.
En 1995, Cherif Kheddam revient en France pour se faire soigner. Il meurt à l'âge de 85 ans, dans un hôpital parisien le 23 janvier 2012, où il était hospitalisé des suites d'une maladie chronique,,. Le 26 janvier 2012, le corps de Cherif Kheddam est rapatrié en Algérie. Il est inhumé le 27 janvier 2012 dans son village natal,.

## Décorations
- Djadir de l'ordre du Mérite national d'Algérie.